# Banco Espírito Santo
Banco Espírito Santo (conosciuta anche come BES) è stata la più grande banca privata del Portogallo, fondata nel 1869. Con sede a Lisbona, in Avenida da Liberdade, era quotata in Borsa e aveva una quota di mercato superiore al 20% e 2,1 milioni di clienti. Il 3 agosto 2014, il Banco de Portugal, la banca centrale portoghese, annunciò un piano di salvataggio di BES da 4,4 miliardi di euro che segnò la fine del Banco Espírito Santo come banca privata. Il piano di salvataggio venne finanziato dal Fondo di risoluzione portoghese ("Fundo de Resolução") e la banca fu divisa in una banca sana, Novo Banco, mentre gli asset tossici rimasero nella banca esistente, ormai diventata una "bad bank", sino alla sua liquidazione nel luglio 2016.
Da allora è stato dimostrato che l'amministrazione della BES, guidata da Ricardo Salgado. "ha disobbedito alla Banca del Portogallo 21 volte, tra dicembre 2013 e luglio 2014", praticando "atti intenzionali di gestione rovinosa".
Nel luglio 2020 Ricardo Salgado è stato accusato dal pubblico ministero portoghese di 65 reati di corruzione e associazione per delinquere.

## Storia
Le origini del Banco Espírito Santo risalgono all'attività commerciale di lotterie, cambi e titoli di credito che José Maria do Espírito Santo Silva (Lisbona, 1850-1915) svolse, tra il 1869 e il 1884, a Lisbona. I primi riferimenti al commercio che questo “patriarca dell'unica dinastia di banchieri portoghesi” svolgeva per conto proprio, di compravendita di lotterie, nonché di transazione di titoli di credito nazionali e internazionali, nella sua “Caza de Cambio", situata in Calçada do Combro, a Lisbona. Dal 1869 fino al 1920 furono fondate diverse case bancarie, come Beirão, Silva Pinto & C.ª, (1884-1897), Silva, Beirão, Pinto & C.ª (1897-1911), JM Espírito Santo Silva (1911) e JM Espírito Santo Silva & C.ª (1911-1915).
Dopo la morte di José Maria do Espírito Santo Silva, avvenuta il 23 dicembre 1916, queste case furono sciolte e gli eredi fondarono la Casa Bancária Espírito Santo Silva & C.ª , gestita da suo figlio, José Ribeiro do Espírito Santo Silva, che il 9 aprile 1920 trasformò la Casa Bancaria in Banco. Nello stesso giorno fu inaugurata la filiale di Torres Vedras, il primo passo con l'obiettivo di “portare i servizi bancari sempre più vicini ai clienti”.
Negli anni '20, un periodo di sconvolgimenti politici, economici e sociali che portarono alcune banche al fallimento, BES rafforzò la sua posizione nell'ambito bancario portoghese e nel 1926 entrò a far parte del gruppo dei cinque maggiori istituti bancari privati. Nel 1932, con il nuovo modello gestionale attuato da Ricardo Ribeiro do Espírito Santo Silva, eletto nello stesso anno presidente del consiglio di amministrazione, iniziò una fase di consolidamento ed espansione per l'azienda. Nel 1937, BES si fuse con il Banco Comercial de Lisboa (un'istituzione creata nel 1875), dando vita al Banco Espírito Santo e Comercial de Lisboa (BESCL).
Nel 1955, Manuel Ribeiro do Espírito Santo Silva, in seguito alla morte di suo fratello Ricardo, avvenuta il 2 febbraio dello stesso anno, assunse la carica di presidente. Negli anni '50, la BESCL si impegnò attivamente nell'internazionalizzazione dell'economia portoghese e accompagnò questa espansione con una politica di continuità nell'apertura di filiali: da 47 nel 1960 a 82 nel 1966.

### Internazionalizzazione
Fino alla metà degli anni '70, BESCL (cambiò nuovamente il nome in BES nel 1999) rafforzò la sua presenza internazionale con acquisizioni, partnership e la creazione di banche in paesi come gli Stati Uniti, l'Angola, il Regno Unito. Con un decreto legge (Nº 132-A) del 1975 la banca fu nazionalizzata, alla pari delle altre private operanti in territorio portoghese, e alla famiglia Espírito Santo fu impedito di fare affari in Portogallo. Così la famiglia allargò ancora di più i propri interessi finanziari all'estero in paesi come Brasile, Svizzera, Francia, culminati nel 1975 con la creazione di una holding con sede in Lussemburgo. Questa società è stata il predecessore del Gruppo Espírito Santo Financial (ESFG).
Il ritorno in Portogallo iniziò nel 1986, dopo la ripresa delle attività bancarie da parte del settore privato, in partnership con Crédit Agricole e con il sostegno di un ristretto gruppo di azionisti portoghesi tra cui Ricardo Salgado. Formarono il Banco Internacional de Crédito (BIC) e costituirono anche l'Espírito Santo Sociedade de Investimentos (ESSI), insieme alla banca svizzera UBS e alla KBC Bank di Lussemburgo.
Nel 1990, il Gruppo Espírito Santo (GES) recuperò la Companhia de Seguros Tranquilidade – la famiglia Espírito Santo ne deteneva una partecipazione dal 1935 – e il controllo del Banco Espírito Santo nel 1991 con la creazione di una holding tra ESFG e Crédit Agricole, denominata BESPAR. Nel 1992 la banca cominciò ad operare nel mercato spagnolo dove rilevò il Banco Industrial del Mediterrâneo trasformandolo in Banco Espírito Santo SA e nel 1995 aprì a Macao il Banco Espírito Santo do Oriente (BESOR) che offriva soluzioni aziendali e di investimento a clienti privati. Inoltre, nel 2001, venne fondato il Banco Espírito Santo Angola, costituito secondo la legge angolana.
Unendo le forze con Crédito Agrícole, BES assunse alla fine degli anni '90 il controllo dell'istituto brasiliano Banco Boavista. La gestione di questa operazione da parte di Ricardo Espírito Santo Salgado fu disastrosa. Nel dicembre 1999, con la svalutazione del Real, solo 3 istituti che gestivano fondi in Brasile causarono perdite agli azionisti. Di questi, Banco Marka e Fonte Cidam, pagarono tutti gli investitori ma ebbero comunque problemi. La BES, attraverso la sua controllata Banco Boavista, non rimborsò i suoi investitori e, nonostante le numerose cause legali, alla fine tutto venne messo a tacere dalle autorità finanziarie. Agli amministratori della BES non successe nulla e vendettero la quota di controllo al Banco Bradesco.
All'epoca il Gruppo Espírito Santo era presente in 25 paesi e 4 continenti, attraverso filiali, uffici di rappresentanza o società affiliate, rendendolo il più internazionale dei gruppi finanziari portoghesi.  L'internazionalizzazione di BES fu guidata da Ricardo Salgado, nipote del fondatore, con particolare attenzione al triangolo strategico formato da Africa, Brasile e Spagna. Nel 2014, quest'area internazionale rappresentava la metà dei profitti dell'istituto.

### Crisi del 2014
Ma la banca, presieduta da Salgado, si trovava già in difficoltà. Nel 2013 aveva riportato infatti una perdita di oltre 95 milioni di euro e nei primi sei mesi del 2014 perse l'equivalente di 4,8 miliardi di dollari, sollevando forti preoccupazioni sulla sua salute. Le azioni BES scesero dell'89%. Nel maggio 2014, attraverso un prospetto di aumento di capitale, emerse che una revisione esterna dei conti del 2013 del gruppo Espírito Santo aveva riscontrato irregolarità nei conti concludendo che la situazione finanziaria era grave. Nel luglio 2014, Ricardo Salgado fu rimosso dalla direzione e sostituito dall’economista Vítor Bento in base ad un accordo tra i principali azionisti e la Banca del Portogallo. Tra gennaio e agosto 2014, le azioni BES persero più dell'80% del loro valore, passando da 1,05 euro per azione a 0,17 euro.
All'inizio di agosto, la Banca Centrale Europea sospese l'accesso di BES alle operazioni di politica monetaria. Il 3 agosto 2014, la Banca del Portogallo annunciò, attraverso il suo governatore Carlos Costa, un piano di salvataggio di 4,9 miliardi di euro. All'epoca la composizione dell'azionariato era la seguente: Gruppo Espírito Santo Financial-ESFG (20,2%); Crédit Agricole (14,6%); Banco Bradesco (3,9%); Portogallo Telecom (2,1%); i piccoli azionisti erano circa 33mila e detenevano il 9,8% del capitale.
La banca fu così divisa in due: gli asset tossici rimasero nella banca esistente, trasformata di fatto in una "bad bank", mentre la parte sana confluì in una nuova istituzione, Novo Banco SA, finanziata dal Fondo di risoluzione del Banco de Portugal. Gli azionisti dell'ex BES nonché i detentori di obbligazioni subordinate persero tutti i crediti. Una nuova verifica sul Banco Espírito Santo ribadì che vi era stata una "gestione rovinosa" della banca "a danno dei depositanti, degli investitori e degli altri creditori". Tali atti sarebbero stati "effettuati da membri degli organi societari" di BES. Si dava anche per scontato che l'amministrazione BES guidata da Ricardo Salgado "ha disobbedito alla Banca del Portogallo 21 volte, tra dicembre 2013 e luglio 2014", compiendo "atti intenzionali di gestione rovinosa".
Con la decisione, in data 13 luglio 2016, della Banca Centrale Europea di revocare l'autorizzazione a BES, la banca venne posta in liquidazione.